# Epichorista psoropis
Epichorista psoropis es una especie de polilla del género Epichorista, categorizada en la tribu Archipini, de la subfamilia Tortricinae.

## Distribución
Se distribuye por África: en Kenia, en el monte Kinangop.

## Taxonomía
Fue descrita por Edward Meyrick en 1920.
Tratamiento taxonómico
La especie aparece registrada y publicada en Voyage de Ch. Alluaud et R. Jeannel en Afrique OrientaleI I Microlepidoptera: 51.